# Alma llanera (película)
Alma llanera es una película de drama y wéstern mexicana de 1965 dirigida por Amabilis Cordero y protagonizada por Antonio Aguilar, Flor Silvestre y Manuel Capetillo. Esta es una de las películas en las que Aguilar interpreta a su característico héroe ranchero.

## Argumento
Dos amigos de la infancia, Juan Pablo (Antonio Aguilar) y Ramiro (Manuel Capetillo) se reencuentran, pero cuando surge una situación difícil, los amigos se van convirtiendo poco a poco en rivales. Para complicar las cosas está el amor de Juan Pablo por Lucía (Flor Silvestre).

## Reparto
- Antonio Aguilar como Juan Pablo Ureña.
- Flor Silvestre como Lucía.
- Manuel Capetillo como Ramiro Leyva.
- Manuel Dondé como El tuerto.
- Juan José Laboriel como Zampayo.
- Augusto Monterroso como Doctor Ramos.
- Claudio Lanuza (como Claudio Lanusa).

## Recepción
La guía del cine mexicano de la pantalla grande a la televisión, 1919-1984 afirma: «La cinta intenta reproducir un clima semejante al de Doña Bárbara. Por desgracia, se desperdicia la hermosa y famosa canción venezolana que da su título a Alma llanera.»